# Liga Europa da UEFA de 2012–13 – rodadas de qualificação
Esta página apresenta os sumários das partidas das fases preliminares da Liga Europa da UEFA de 2012-13.
Todos jogos em UTC+2.

## Primeira pré-eliminatória

### Partidas de ida
| 3 de julho de 2012 | Víkingur | 0 – 6     | Gomel                                                                         | Gundadalur, Tórshavn                       |
| 17:30              |          | Relatório | Hleb 53', 55' · Voronkov 57' · Aleksievich 58' · Kashevski 69' · Levitski 80' | Público: 250 Árbitro: LVA Andris Treimanis |

| 3 de julho de 2012 | Shkendija | 0 – 0     | Portadown | Bashkimi Stadium, Kumanovo                      |
| 17:30              |           | Relatório |           | Público: 1 321 Árbitro: ISR Eitan Shemeulevitch |

| 5 de julho de 2012 | Bangor City | 0 – 0     | Zimbru Chişinău | The EUROGOLD Stadium, Bangor                  |
| 15:45              |             | Relatório |                 | Público: 915 Árbitro: CYP Christos Nicolaides |

| 5 de julho de 2012 | Khazar Lankaran             | 2 – 2     | Nõmme Kalju         | Şähär stadionu, Xemequir                  |
| 17:00              | Subašić 7' · Skarlatake 30' | Relatório | Wakui 5' · Puri 70' | Público: 15 500 Árbitro: SVN Mitja Žganec |

| 5 de julho de 2012 | Jagodina | 0 – 1     | Ordabasy Shymkent | Estádio Jagodina, Jagodina                       |
| 17:30              |          | Relatório | Mansour 85'       | Público: 4 000 Árbitro: ROU Radu Marian Petrescu |

| 5 de julho de 2012 | Trans | 0 – 5     | İnter Baku                                                           | Kreenholmi Stadium, Narva                   |
| 17:30              |       | Relatório | Tskhadadze 12', 36' · Mammadov 63' · Adamia 71' · Hajiyev 78' (pen.) | Público: 300 Árbitro: BEL Alexandre Boucaut |

| 5 de julho de 2012 | Renova                                                  | 4 – 0     | Libertas | Milano Arena, Kumanovo                  |
| 17:30              | Pandev 10' (pen.) · Bajrami 14pen.', 83' · Skenderi 60' | Relatório |          | Público: 612 Árbitro: SRB Danilo Grujić |

| 5 de julho de 2012 | Levadia            | 1 – 0     | Šiauliai | Kadrioru staadion, Tallinn                   |
| 17:45              | Juvenal 63' (g.c.) | Relatório |          | Público: 850 Árbitro: GEO Georgi Vadachkoria |

| 5 de julho de 2012 | Pyunik | 0 – 3     | Zeta                                          | Hanrapetakan Stadium, Yerevan              |
| 18:00              |        | Relatório | Vujačić 62' · Z. Peličić 81' · Orlandić 90+2' | Público: 2 545 Árbitro: AUT Markus Hameter |

| 5 de julho de 2012 | Jyväskylä                  | 2 – 0     | Stabæk | Harjun stadion, Jyväskylä                 |
| 18:00              | Gruborovics 16' · Wusu 66' | Relatório |        | Público: 1 817 Árbitro: CZE Radek Matějek |

| 5 de julho de 2012 | Rudar Pljevlja | 0 – 1     | Shirak | Gradski stadion, Nikšić                 |
| 18:00              |                | Relatório | Li 71' | Público: 400 Árbitro: FIN Jari Järvinen |

| 5 de julho de 2012 | Bakı | 0 – 0     | Mura | Dalga Arena, Baku                             |
| 18:00              |      | Relatório |      | Público: 3 024 Árbitro: UKR Sergiy Dankovskyy |

| 5 de julho de 2012 | Elfsborg                                                                                      | 8 – 0     | Floriana | Arena de Borås, Borås                   |
| 18:00              | Hult 5', 24', 26' (pen.) · Jawo 10' · Nilsson 37' · Claesson 51' · Frick 54' · J. Larsson 62' | Relatório |          | Público: 2 653 Árbitro: SCO John Beaton |

| 5 de julho de 2012 | KuPS                           | 2 – 1     | Llanelli       | Savon Sanomat Areena, Kuopio                    |
| 18:30              | Joenmäki 5' (pen.) · Purje 19' | Relatório | J. Bowen 45+1' | Público: 1 870 Árbitro: MLT Christopher Lautier |

| 5 de julho de 2012 | Sūduva | 0 – 1     | Daugava      | Sūduva Stadium, Marijampolė                 |
| 18:30              |        | Relatório | Kovaļovs 87' | Público: 1 000 Árbitro: UKR Anatoliy Abdula |

| 5 de julho de 2012 | Differdange                                  | 3 – 0     | NSÍ Runavík | Stade de la Frontière, Esch-sur-Alzette  |
| 18:30              | Kettenmeyer 30' · Bettmer 41' · Er Rafik 47' | Relatório |             | Público: 820 Árbitro: ALB Bardhyl Pashaj |

| 5 de julho de 2012 | Dacia   | 1 – 0     | NK Celje | Zimbru Stadium, Chişinău                    |
| 18:30              | Sow 42' | Relatório |          | Público: 4 052 Árbitro: BUL Georgi Yordanov |

| 5 de julho de 2012 | Birkirkara                      | 2 – 2     | Metalurg Skopje               | Hibernians Ground, Paola                  |
| 19:00              | Jorge Santos 53' · Triganza 87' | Relatório | Nestorovski 2' · Čurlinov 55' | Público: 610 Árbitro: BUL Ivaylo Stoyanov |

| 5 de julho de 2012 | Torpedo Kutaisi | 1 – 1     | Aktobe      | Givi Kiladze Stadium, Kutaisi             |
| 19:00              | Sabanadze 62'   | Relatório | Bikmaev 82' | Público: 5 160 Árbitro: TUR Tolga Özkalfa |

| 5 de julho de 2012 | Tirana                       | 2 – 0     | Grevenmacher | Qemal Stafa Stadium, Tirana                    |
| 19:00              | Muçollari 40' · Ferraj 45+2' | Relatório |              | Público: 3 000 Árbitro: BLR Vitali Sevostyanik |

| 5 de julho de 2012 | FC Santa Coloma | 0 – 1     | Osijek        | Estadi Comunal, Andorra la Vella         |
| 19:30              |                 | Relatório | Miličević 77' | Público: 400 Árbitro: LIT Sergejus Slyva |

| 5 de julho de 2012 | Sarajevo                                                                       | 5 – 2     | Hibernians                           | Asim Ferhatović Hase Stadium, Sarajevo      |
| 19:30              | Suljić 2' · Torlak 45+1' · Karamatić 54' (pen.) · Hadžić 79' · Tatomirović 90' | Relatório | J. Farrugia 20' · Rodolfo Soares 33' | Público: 7 000 Árbitro: MKD Goran Spirkoski |

| 5 de julho de 2012 | Twente                                                   | 6 – 0     | UE Santa Coloma | De Grolsch Veste, Enschede               |
| 19:45              | Schilder 28', 29' · Tadic 63' · John 71' · Plet 77', 79' | Relatório |                 | Público: 18 000 Árbitro: ALB Enea Jorgji |

| 5 de julho de 2012 | Olimpija Ljubljana              | 3 – 0     | Jeunesse Esch | Stožice Stadium, Ljubljana                |
| 20:00              | Ivelja 53' · Vicente 76', 90+3' | Relatório |               | Público: 2 000 Árbitro: AZE Fariz Yusifov |

| 5 de julho de 2012 | Lech                           | 2 – 0     | Zhetysu | Estádio Municipal de Poznań, Poznań      |
| 20:00              | Murawski 61' · Lovrencsics 65' | Relatório |         | Público: 23 108 Árbitro: BEL Luc Wouters |

| 5 de julho de 2012 | EB/Streymur                                        | 3 – 1     | Gandzasar   | Gundadalur, Tórshavn                                |
| 20:00              | Hanssenbirk 10' (pen.), 33' (pen.) · Samuelsen 26' | Relatório | Correia 72' | Público: 523 Árbitro: AND Ignasi Villamayor Rozados |

| 5 de julho de 2012 | MTK       | 1 – 1     | Senica        | Estádio Nándor Hidegkuti, Budapest      |
| 20:15              | Lazok 30' | Relatório | Blackburn 58' | Público: 800 Árbitro: POR João Ferreira |

| 5 de julho de 2012 | Cefn Druids | 0 – 0     | MYPA | Racecourse Ground, Wrexham                 |
| 20:30              |             | Relatório |      | Público: 813 Árbitro: MNE Nikola Dabanović |

| 5 de julho de 2012 | Flamurtari | 0 – 1     | Honvéd     | Flamurtari Stadium, Vlorë                |
| 20:30              |            | Relatório | Vernes 46' | Público: 3 000 Árbitro: LUX Sven Bindels |

| 5 de julho de 2012 | La Fiorita | 0 – 2     | Liepājas Metalurgs           | Stadio Olimpico, Serravalle               |
| 20:30              |            | Relatório | Leliūga 40' · Soloņicins 90' | Público: 416 Árbitro: LUX Laurent Kopriwa |

| 5 de julho de 2012 | Teuta | 0 – 3     | Metalurgi Rustavi                                   | Estádio Niko Dovana, Durrës              |
| 20:30              |       | Relatório | Tatanashvilli 77' · Kvaratskhelia 84', 90+2' (pen.) | Público: 850 Árbitro: IRL Padraig Sutton |

| 5 de julho de 2012 | St. Patrick’s Athletic Football Club | 1 – 0     | ÍBV | Estádio Richmond Park, Dublin           |
| 20:45              | Fagan 39'                            | Relatório |     | Público: 1 652 Árbitro: DMA Igor Satchi |

| 5 de julho de 2012 | Bohemians | 0 – 0     | Thór | Dalymount Park, Dublin                         |
| 20:45              |           | Relatório |      | Público: 1 253 Árbitro: MNE Jovan Kaludjerović |

| 5 de julho de 2012 | Cliftonville | 1 – 0     | Kalmar | Solitude, Belfast                            |
| 20:45              | Boyce 71'    | Relatório |        | Público: 1 106 Árbitro: SUI Adrien Jaccottet |

| 5 de julho de 2012 | Crusaders | 0 – 3     | Rosenborg                    | Seaview, Belfast                         |
| 21:00              |           | Relatório | Dorsin 19', 76' · Dočkal 71' | Público: 862 Árbitro: POL Dawid Piasecki |

| 5 de julho de 2012 | Borac                  | 2 – 2     | Čelik Nikšić                  | Gradski stadion, Banja Luka                  |
| 21:05              | Stokić 39' · Dugić 42' | Relatório | Bojić 37' (pen.) · Agović 82' | Público: 5 000 Árbitro: NED Serdar Gözübüyük |

| 5 de julho de 2012 | FH                          | 2 – 1     | Eschen/Mauren | Kaplakriki, Hafnarfjörður                    |
| 21:15              | Ingason 44' · Björnsson 81' | Relatório | Fässler 48'   | Público: 1 290 Árbitro: BLR Denis Scherbakov |

### Partidas de volta
| 10 de julho de 2012 | Floriana | 0 – 4     | Elfsborg                                               | Hibernians Ground, Paola               |
| 17:30               |          | Relatório | Mobaeck 19' · Hiljemark 50' · Frick 67' · Claesson 77' | Público: 266 Árbitro: BUL Nikola Popov |

Elfsborg venceu por 12–0 no placar agregado.
| 10 de julho de 2012 | Grevenmacher | 0 – 0     | Tirana | Stade Jos Nosbaum, Dudelange             |
| 17:45               |              | Relatório |        | Público: 546 Árbitro: CRO Domagoj Vučkov |

Tirana venceu por 2–0 no placar agregado.
| 10 de julho de 2012 | Nõmme Kalju | 0 – 2     | Khazar Lankaran           | Kadrioru Stadium, Tallinn                    |
| 17:45               |             | Relatório | Abishov 41' · Subašić 85' | Público: 1 281 Árbitro: NOR Dag Vidar Hafsås |

Khazar Lankaran venceu por 4–2 no placar agregado.
| 10 de julho de 2012 | Portadown              | 2 – 1     | Shkendija | Shamrock Park, Portadown                     |
| 20:45               | Lecky 58' · Redman 80' | Relatório | Cuculi 4' | Público: 1 029 Árbitro: DEN Michael Johansen |

Portadown venceu por 2–1 no placar agregado.
| 12 de Julho de 2012 | Zhetysu      | 1 – 1     | Lech Poznań   | Zhetysu Stadium, Taldykorgan                  |
| 14:00               | Muzhikov 44' | Relatório | Ślusarski 13' | Público: 3 700 Árbitro: BLR Sergei Tsinkevich |

Lech Poznań venceu por 3–1 no placar agregado.
| 12 de Julho de 2012 | Ordabasy | 0 – 0     | Jagodina | Almaty Central Stadium, Almaty              |
| 16:00               |          | Relatório |          | Público: 15 500 Árbitro: TUR Yunus Yildirim |

Ordabasy venceu por 1–0 no placar agregado.
| 12 de Julho de 2012 | Shirak   | 1 – 1     | Rudar Pljevlja    | Gyumri City Stadium, Gyumri                   |
| 16:00               | Diop 14' | Relatório | Mkoyan 11' (g.c.) | Público: 2 655 Árbitro: LIT Nerijus Dunauskas |

Shirak venceu por 2–1 no placar agregado.
| 12 de Julho de 2012 | Metalurgi Rustavi                                                                | 6 – 1     | Teuta Durrës   | Estádio Mikheil Meskhi, Tbilisi           |
| 16:00               | Tekturmanidze 14', 19' · Tatanashvilli 37', 69' · Getsadze 59' · Mikaberidze 73' | Relatório | Deliallisi 65' | Público: 1 000 Árbitro: SVK Vladimir Vnuk |

Metalurgi Rustavi venceu por 9–1 no placar agregado.
| 12 de Julho de 2012 | Aktobe      | 1 – 0     | Torpedo Kutaisi | Central Stadium, Aktobe                      |
| 17:00               | Bikmaev 75' | Relatório |                 | Público: 12 000 Árbitro: POL Adam Lyczmański |

Aktobe venceu por 2–1 no placar agregado
| 12 de Julho de 2012 | Metalurg Skopje | 0 – 0     | Birkirkara | Milano Arena, Kumanovo                     |
| 17:00               |                 | Relatório |            | Público: 380 Árbitro: AUT Alexander Harkam |

2–2 no placar agregado. Metalurg Skopje venceu pela regra do gol fora de casa.
| 12 de Julho de 2012 | Gandzasar               | 2 – 0     | EB/Streymur | Hanrapetakan Stadium, Erevan            |
| 17:00               | Avagyan 67' · Lomba 72' | Relatório |             | Público: 2 000 Árbitro: KAZ Pavel Saliy |

3–3 no placar agregado. Gandzasar venceu pela regra do gol fora de casa.
| 12 de Julho de 2012 | Čelik Nikšić     | 1 – 1     | Borac Banja Luka | Gradski stadion, Nikšić                   |
| 17:30               | Milić 54' (g.c.) | Relatório | Grahovac 58'     | Público: 3 980 Árbitro: SUI Nikolaj Hänni |

3–3 no placar agregado. Čelik Nikšić venceu pela regra do gol fora de casa.
| 12 de Julho de 2012 | Inter Baku                    | 2 – 0     | Narva Trans | Dalga Arena, Baku                      |
| 18:00               | Georgievski 21' · Hajiyev 86' | Relatório |             | Público: 990 Árbitro: SCO Kevin Clancy |

Inter Baku venceu por 7–0 no placar agregado.
| 12 de Julho de 2012 | Šiauliai                             | 2 – 1     | Levadia Tallinn | Savivaldybė Stadium, Šiauliai             |
| 18:00               | Rimkevičius 40' (pen.) · Kozlovs 80' | Relatório | Rättel 76'      | Público: 1 480 Árbitro: ISR Orel Grinfeld |

2–2 no placar agregado. Levadia Tallinn venceu pela regra do gol fora de casa.
| 12 de Julho de 2012 | Daugava      | 2 – 3     | Sūduva Marijampolė                 | Celtnieks Stadium, Daugavpils                |
| 18:00               | Ibe 52', 54' | Relatório | Šoblinskas 8' · Ledesma 45+1', 84' | Público: 1 000 Árbitro: SUI Stephan Klossner |

3–3 no placar agregado. Sūduva Marijampolė venceu pela regra do gol fora de casa.
| 12 de Julho de 2012 | Gomel                                                  | 4 – 0     | Víkingur | Central Stadium, Gomel                    |
| 18:00               | Dzemidovich 49', 56' · Kashewski 71' · Tsimashenka 88' | Relatório |          | Público: 6 500 Árbitro: FIN Dennis Antamo |

Gomel venceu por 6–0 no placar agregado.
| 12 de Julho de 2012 | Jeunesse Esch | 0 – 3     | Olimpija Ljubljana                       | Stade de la Frontière, Esch-sur-Alzette |
| 18:00               |               | Relatório | Bešić 25' · Sretenović 38' · Omladič 66' | Público: 920 Árbitro: FRO Petur Reinert |

Olimpija Ljubljana venceu por 6–0 no placar agregado
| 12 de Julho de 2012 | Liepājas Metalurgs                                               | 4 – 0     | La Fiorita | Daugava estadio, Liepaja                   |
| 18:00               | Kamešs 1' · Afanasjevs 72' · Soloņicins 82' (pen.) · Askerov 85' | Relatório |            | Público: 1 200 Árbitro: GEO Lasha Silagava |

Liepājas Metalurgs venceu por 6–0 no placar agregado.
| 12 de Julho de 2012 | MYPA                                                                 | 5 – 0     | Cefn Druids | Lahden Stadion, Lahti                          |
| 18:30               | Nongotamba 25' · Saxman 37' · Williams 44' · O'Neill 47' · Opoku 70' | Relatório |             | Público: 1 820 Árbitro: CYP Ioannis Anastasiou |

MYPA venceu por 5–0 no placar agregado.
| 12 de Julho de 2012 | Zimbru Chişinău | 2 – 1     | Bangor City | Zimbru Stadium, Chişinău                  |
| 18:30               | Molla 29', 31'  | Relatório | Smyth 44'   | Público: 2 700 Árbitro: BIH Ognjen Valjić |

Zimbru Chişinău venceu por 2–1 no placar agregado.
| 12 de Julho de 2012 | Rosenborg    | 1 – 0     | Crusaders | Lerkendal Stadion, Trondheim                |
| 19:00               | Ankersen 81' | Relatório |           | Público: 3 688 Árbitro: BEL Jonathan Lardot |

Rosenborg venceu por 4–0 no placar agregado.
| 12 de Julho de 2012 | Kalmar FF                                                        | 4 – 0     | Cliftonville | Guldfågeln Arena, Kalmar                   |
| 19:00               | Israelsson 10' · Đorđević 16' · Dauda 38' · Berisha 90+1' (pen.) | Relatório |              | Público: 3 824 Árbitro: SVK Peter Kralović |

Kalmar FF venceu por 4–1 no placar agregado.
| 12 de Julho de 2012 | Stabæk                                        | 3 – 2     | JJK                            | Nadderud Stadion, Bærum               |
| 19:00               | Kleiven 37' · Stokkelien 45+2' · Haugsdal 64' | Relatório | van Gelderen 45' · Innanen 51' | Público: 693 Árbitro: BIH Elmir Pilav |

JJK venceu por 4–3 no placar agregado.
| 12 de Julho de 2012 | Senica                        | 2 – 1     | MTK Budapest     | Štadión FK Senica, Senica                   |
| 19:30               | Blackburn 72' · Kalabiška 87' | Relatório | Kanta 51' (pen.) | Público: 2 684 Árbitro: URK Oleksandr Derdo |

Senica venceu por 3–2 no placar agregado.
| 12 de Julho de 2012 | NSÍ Runavík | 0 – 3     | Differdange 03                   | Gundadalur, Tórshavn                          |
| 19:30               |             | Relatório | Er Rafik 14', 45' · Albanese 73' | Público: 350 Árbitro: SRB Milenko Vukadinović |

Differdange 03 venceu por 6–0 no placar agregado.
| 12 de Julho de 2012 | Hibernians                        | 4 – 4     | Sarajevo                                      | Hibernians Ground, Paola              |
| 19:30               | Dias 22', 35' · Farrugia 40', 44' | Relatório | Hadžić 13', 27' · Suljić 23' · Šunjevarić 90' | Público: 722 Árbitro: HUN Ádám Németh |

Sarajevo venceu por 9–6 no placar agregado.
| 12 de Julho de 2012 | UE Santa Coloma | 0 – 3     | Twente                                        | Estadi Comunal, Andorra la Vella       |
| 19:30               |                 | Relatório | Janssen 19' (pen.) · Wisgerhof 29' · Plet 34' | Público: 710 Árbitro: LUX Chris Reisch |

Twente venceu por 9–0 no placar agregado.
| 12 de Julho de 2012 | Llanelli         | 1 – 1     | KuPS         | Stebonheath Park, Llanelli                   |
| 19:30               | Bowen 50' (pen.) | Relatório | Paananen 59' | Público: 534 Árbitro: ISL Þóroddur Hjaltalin |

KuPS venceu por 3–2 no placar agregado.
| 12 de Julho de 2012 | Eschen/Mauren | 0 – 1     | FH           | Sportpark Eschen-Mauren, Eschen          |
| 19:30               |               | Relatório | Guðnason 12' | Público: 500 Árbitro: MLT Clayton Pisani |

FH venceu por 3–1 no placar agregado.
| 12 de Julho de 2012 | Mura 05                  | 2 – 0     | Bakı Futbol Klubu | Športni park, Lendava                           |
| 20:00               | Eterović 26' · Fajić 83' | Relatório |                   | Público: 2 000 Árbitro: GRE Athanassios Giachos |

Mura 05 venceu por 2–0 no placar agregado.
| 12 de Julho de 2012 | Osijek                                   | 3 – 1     | FC Santa Coloma | Stadion Gradski vrt, Osijek                   |
| 20:00               | Kvržić 28' · Perošević 56' · Jugović 70' | Relatório | Bousenine 81'   | Público: 1 200 Árbitro: CYP Vasilis Dimitriou |

Osijek venceu por 4–1 no placar agregado.
| 12 de Julho de 2012 | Celje | 0 – 1     | Dacia Chişinău      | Arena Petrol, Celje                           |
| 20:00               |       | Relatório | Mihaliov 32' (pen.) | Público: 3 100 Árbitro: AUT Gerhard Grobelnik |

Dacia Chişinău venceu por 2–0 no placar agregado.
| 12 de Julho de 2012 | Zeta          | 1 – 2     | Pyunik                      | Stadion Pod Goricom, Podgorica               |
| 20:00               | Radulović 16' | Relatório | Tatoyan 19' · Poghosyan 88' | Público: 1 000 Árbitro: KAZ Aleksandr Gauzer |

Zeta venceu por 4–2 no placar agregado.
| 12 de Julho de 2012 | Libertas | 0 – 4     | Renova                                             | Stadio Olimpico, Serravalle |
| 20:30               |          | Relatório | Nuhi 16' · Jančevski 61', 64' (pen.) · Ismaili 88' | Árbitro: IRL Robert Rogers  |

Renova venceu por 8–0 no placar agregado
| 12 de Julho de 2012 | Þór Akureyri                                                    | 5 – 1     | Bohemians  | Akureyrarvöllur, Akureyri                 |
| 20:30               | Kristjánsson 36', 73', 90+3' · Hjaltalín 39' · Feely 50' (g.c.) | Relatório | Scully 23' | Público: 934 Árbitro: CRO Igor Pristovnik |

Þór Akureyri venceu por 5–1 no placar agregado
| 12 de Julho de 2012 | Honvéd                    | 2 – 0     | Flamurtari Vlorë | Bozsik Stadion, Budapest                 |
| 20:30               | Vernes 45+2' · Tchami 57' | Relatório |                  | Público: 1 708 Árbitro: AZE Vusal Aliyev |

Honvéd venceu por 3–0 no placar agregado.
| 12 de Julho de 2012 | ÍBV                        | 2 – 1     | St. Patrick’s Athletic Football Club | Hásteinsvöllur, Vestmannaeyjar                  |
| 21:30               | Garner 84' · Birgisson 98' | Relatório | O'Flynn 99'                          | Público: 866 Árbitro: LVA Aleksandrs Anufrijevs |

2–2 no placar agregado. St. Patrick's Athletic venceu pela regra do gol fora de casa.

## Segunda pré-eliminatória

### Partidas de ida
| 19 de julho de 2012 | Khazar Lankaran | 1 – 1     | Lech Poznań | Lankaran City Stadium, Lankaran                   |
| 17:00               | Subašić 4'      | Relatório | Możdżeń 19' | Público: 12 000 Árbitro: AUT Robert Schörgenhofer |

| 19 de julho de 2012 | Naftan Novopolotsk                         | 3 – 4     | Estrela Vermelha de Belgrado          | Central Sport Complex, Vitebsk          |
| 17:00               | Gavruyshko 47' (pen.), 67' · Zhukovski 76' | Relatório | Kasalica 9', 69' · Milunović 18', 34' | Público: 5 350 Árbitro: FIN Tony Asumaa |

| 19 de julho de 2012 | Milsami Orhei                                | 4 – 2     | Aktobe                  | Complexul Sportiv Raional, Orhei          |
| 17:00               | Boghiu 16', 51' · Wellington 33' · Gheti 87' | Relatório | Kapadze 8' · Smakov 56' | Público: 3 023 Árbitro: ALB Lorenc Jemini |

| 19 de julho de 2012 | Anzhi Makhachkala | 1 – 0     | Honvéd | Saturn Stadium, Ramenskoye             |
| 17:00               | Jucilei 22'       | Relatório |        | Público: 5 000 Árbitro: ISR Alon Yefet |

| 19 de julho de 2012 | Liepājas Metalurgs             | 2 – 2     | Legia Warsaw                 | Daugava Stadium, Liepāja                  |
| 17:00               | Leliūga 43' · Kļava 81' (pen.) | Relatório | Kucharczyk 20' · Kosecki 47' | Público: 3 106 Árbitro: FIN Antti Munukka |

| 19 de julho de 2012 | Renova | 0 – 2     | Gomel                       | Milano Arena, Kumanovo                     |
| 17:30               |        | Relatório | Dzemidovich 20' · Nowak 39' | Público: 648 Árbitro: POL Hubert Siejewicz |

| 19 de julho de 2012 | Lokomotiv Plovdiv                             | 4 – 4     | Vitesse                                   | Lovech Stadium, Lovech                          |
| 17:30               | Todorov 24' · Lazarov 49', 64' · Tássio 90+2' | Relatório | Reis 23' · van Ginkel 31', 77' · Bony 53' | Público: 2 105 Árbitro: ESP Antonio Mateu Lahoz |

| 19 de julho de 2012 | Levadia Tallinn | 1 – 3     | Anorthosis                                                 | Kadrioru staadion, Tallinn              |
| 17:45               |                 | Relatório | Spadacio 45' (pen.) · Ricardo Laborde 55' · Toni Calvo 62' | Público: 2 550 Árbitro: GER Marco Fritz |

| 19 de julho de 2012 | Metalurgi Rustavi | 1 – 3     | Viktoria Plzeň               | Estádio Mikheil Meskhi, Tbilisi            |
| 18:00               | Tatanashvilli 29' | Relatório | Horváth 14', 59' · Kolář 32' | Público: 2 995 Árbitro: BIH Emir Alecković |

| 19 de julho de 2012 | Inter Baku       | 1 – 1     | Asteras Tripolis   | Dalga Arena, Baku                         |
| 18:00               | Tales Schutz 46' | Relatório | Fernando Usero 54' | Público: 2 000 Árbitro: HUN Mihaly Fabian |

| 19 de julho de 2012 | JJK                                    | 3 – 2     | Zeta                                    | Harjun stadion, Jyväskylä              |
| 18:00               | Tamás Gruborovics 27' (pen.), 43', 47' | Relatório | Boris Došljak 17' · Miloš Radulović 38' | Público: 1 873 Árbitro: IRL Neil Doyle |

| 19 de julho de 2012 | Olimpija Ljubljana | 0 – 0     | Tromsø | Stožice Stadium, Liubliana                             |
| 18:00               |                    | Relatório |        | Público: 2 600 Árbitro: ESP Fernando Teixeira Vitienes |

| 19 de julho de 2012 | Differdange 03 | 0 – 1     | Gent           | Stade de la Frontière, Esch-sur-Alzette        |
| 18:30               |                | Relatório | César Arzo 27' | Público: 1 195 Árbitro: WAL Mark Steven Whitby |

| 19 de julho de 2012 | Shakhtyor Salihorsk | 1 – 1     | Ried                   | Shakhtsyor Stadium, Salihorsk                   |
| 18:30               | Dmitri Osipenko 44' | Relatório | Anel Hadzic 70' (pen.) | Público: 3 370 Árbitro: ROM Ovidiu Alin Hategan |

| 19 de julho de 2012 | Eskişehirspor               | 2 – 0     | St. Johnstone | Novo Estádio de Esquixequir, Esquixequir                    |
| 19:00               | Potuk 41' · Sarı 65' (g.c.) | Relatório |               | Público: 12 206 Árbitro: CRO Ante Vučemilović-Šimunović Jr. |

| 19 de julho de 2012 | AIK          | 1 – 1     | FH           | Estádio Råsunda, Solna               |
| 19:00               | Lundberg 56' | Relatório | Guðnason 40' | Público: 5 840 Árbitro: BEL Wim Smet |

| 19 de julho de 2012 | Tirana   | 1 – 1     | Aalesund    | Qemal Stafa Stadium, Tirana                  |
| 19:00               | Çota 38' | Relatório | Stewart 57' | Público: 2 300 Árbitro: BLR Aleksei Kulbakov |

| 19 de julho de 2012 | Metalurh Donetsk                                                                | 7 – 0     | Čelik Nikšić | Metalurh Stadium, Donetsk                |
| 19:00               | Makrides 17', 49' · G. Ghazaryan 36', 61', 86' · Danilo 51' · Júnior Moraes 78' | Relatório |              | Público: 3 200 Árbitro: DEN Jakob Kehlet |

| 19 de julho de 2012 | Mladá Boleslav             | 3 – 0     | Þór Akureyri | Městský estadio, Mladá Boleslav        |
| 19:00               | Magera 33', 43' · Šćuk 80' | Relatório |              | Público: 3 867 Árbitro: MLT Marco Borg |

| 19 de julho de 2012 | Slaven Koprivnica                                    | 6 – 0     | Portadown | Gradski stadion, Koprivnica                        |
| 19:00               | Breen 1' (g.c.) · Bušić 13', 33' · Rak 56', 71', 80' | Relatório |           | Público: 1 300 Árbitro: ITA Paolo Silvio Mazzoleni |

| 19 de julho de 2012 | Levski Sofia | 1 – 0     | Sarajevo | Georgi Asparuhov estadio, Sofia           |
| 19:00               | Raykov 72'   | Relatório |          | Público: 12 500 Árbitro: POR Bruno Paixão |

| 19 de julho de 2012 | Bnei Yehuda               | 2 – 0     | Shirak | Ramat Gan estadio, Ramat Gan32               |
| 19:00               | Ndlovu 82' · Galván 90+4' | Relatório |        | Público: 1 890 Árbitro: NED Richard Liesveld |

| 19 de julho de 2012 | Rosenborg                | 2 – 2     | Ordabasy                      | Lerkendal Stadion, Trondheim             |
| 19:00               | Dočkal 33', 45+2' (pen.) | Relatório | Pakholiuk 75' · Mansour 90+3' | Público: 3 709 Árbitro: FRA Ruddy Buquet |

| 19 de julho de 2012 | Spartak Trnava                  | 3 – 1     | Sligo Rovers | Štadión Antona Malatinského, Trnava        |
| 19:00               | Karhan 38' · Mikovič 45', 45+1' | Relatório | Peers 68'    | Público: 6 832 Árbitro: NOR Tommy Skjerven |

| 19 de julho de 2012 | APOEL                       | 2 – 0     | Senica | Estádio GSP, Nicósia                   |
| 19:00               | Aílton 33' · Alexandrou 40' | Relatório |        | Público: 16 323 Árbitro: POL Pawel Gil |

| 19 de julho de 2012 | Ruch Chorzów                      | 3 – 1     | Metalurg Skopje | Stadion Ruchu, Chorzów                    |
| 19:00               | Piech 74', 83' · Stawarczyk 90+1' | Relatório | Memedi 69'      | Público: 4 000 Árbitro: TUR Hüseyin Göçek |

| 19 de julho de 2012 | AGF        | 1 – 2     | Dila Gori                      | NRGi Park, Aarhus                           |
| 19:00               | Vidkjær 3' | Relatório | Vatsadze 34' · Aladashvili 84' | Público: 9 030 Árbitro: SER Boško Jovanetić |

| 19 de julho de 2012 | Dacia Chişinău | 1 – 0     | Elfsborg | Zimbru estadio, Chişinău                  |
| 19:15               | Mihaliov 32'   | Relatório |          | Público: 5 400 Árbitro: POR Carlos Xistra |

| 19 de julho de 2012 | Young Boys | 1 – 0     | Zimbru Chişinău | Stade de Suisse, Bern                        |
| 19:30               | Frey 53'   | Relatório |                 | Público: 9 117 Árbitro: CZE Miroslav Zelinka |

| 19 de julho de 2012 | Žalgiris Vilnius | 1 – 1     | Admira Wacker Mödling | LFF estadio, Vilnius                      |
| 19:30               | Radavičius 72'   | Relatório | Hosiner 12'           | Público: 2 473 Árbitro: IRL Mark Courtney |

| 19 de julho de 2012 | Rapid București                              | 3 – 1     | MYPA         | Stadionul Giulești-Valentin Stănescu, Bucharest |
| 19:30               | Filipe Teixeira 8' · Grigore 40' · Pancu 45' | Relatório | Williams 26' | Público: 4 684 Árbitro: GRE Stavros Tritsonis   |

| 19 de julho de 2012 | Servette                  | 2 – 0     | Gandzasar | Stade de Genève, Geneva                     |
| 19:45               | Karanović 48' · Gissi 79' | Relatório |           | Público: 5 830 Árbitro: IRL Raymond Crangle |

| 19 de julho de 2012 | Twente    | 1 – 1     | Inter Turku | De Grolsch Veste, Enschede                    |
| 19:45               | Tadić 66' | Relatório | Bouwman 38' | Público: 18 100 Árbitro: SUI Cyril Zimmermann |

| 19 de julho de 2012 | Maccabi Netanya | 1 – 2     | KuPS              | HaMoshava estadio, Petah Tikva33           |
| 20:00               | Shivhon 75'     | Relatório | Paananen 36', 45' | Público: 4 000 Árbitro: RUS Sergei Karasev |

| 19 de julho de 2012 | Osijek       | 1 – 3     | Kalmar FF                         | Stadion Gradski vrt, Osijek                    |
| 20:00               | Miličević 5' | Relatório | Mendes 34' · Dauda 66' · Gutu 68' | Público: 1 800 Árbitro: ISL Kristinn Jakobsson |

| 19 de julho de 2012 | Mura 05 | 0 – 0     | CSKA Sofia | Športni park, Lendava34                 |
| 20:00               |         | Relatório |            | Público: 2 200 Árbitro: ENG Lee Probert |

| 19 de julho de 2012 | Slovan Bratislava | 1 – 1     | Videoton            | Štadión Pasienky, Bratislava                 |
| 20:15               | Šebo 26'          | Relatório | Filipe Oliveira 30' | Público: 6 248 Árbitro: RUS Aleksei Nikolaev |

| 19 de julho de 2012 | Hajduk Split               | 2 – 0     | Skonto | Stadion Poljud, Split                          |
| 20:30               | Vukušić 34' · Trebotić 58' | Relatório |        | Público: 13 450 Árbitro: GRE Anastassios Kakos |

| 19 de julho de 2012 | Vojvodina     | 1 – 1     | Sūduva Marijampolė | Karađorđe estadio, Novi Sad              |
| 20:30               | Oumarou 90+3' | Relatório | Beniušis 56'       | Público: 6 103 Árbitro: SCO Bobby Madden |

| 19 de julho de 2012 | Široki Brijeg | 1 – 1     | St. Patrick’s Athletic Football Club | Stadion Pecara, Široki Brijeg             |
| 21:00               | Wagner 90+3'  | Relatório | Fagan 12'                            | Público: 3 200 Árbitro: ROU István Kovács |

### Partidas de volta
| 26 de julho de 2012 | Shirak | 0 – 1     | Bnei Yehuda | Gyumri City Stadium, Gyumri               |
| 15:30               |        | Relatório | Menashe 31' | Público: 2 500 Árbitro: GRE Ilias Spathas |

Bney Yehuda venceu por 3–0 no agregado.
| 26 de julho de 2012 | Ordabasy  | 1 – 2     | Rosenborg               | Almaty Central Stadium, Almaty           |
| 16:00               | Gueye 32' | Relatório | Holm 67' · Dočkal 90+4' | Público: 22 000 Árbitro: AUT Rene Eisner |

Rosenborg venceu por 4–3 no agregado.
| 26 de julho de 2012 | Dila Gori                             | 3 – 1     | AGF                | Estádio Mikheil Meskhi, Tbilisi            |
| 16:00               | Vatsadze 62', 83' · Shashiashvili 74' | Relatório | Skender 34' (g.c.) | Público: 5 800 Árbitro: SUI Stephan Studer |

Dila Gori venceu por 5–2 no agregado.
| 26 de julho de 2012 | Gandzasar     | 1 – 3     | Servette                               | Republican Stadium, Erevan            |
| 17:00               | Avagyan 90+1' | Relatório | Antônio de Azevedo 46' · Pont 65', 68' | Público: 1 500 Árbitro: EST Eiko Saar |

Servette venceu por 5–1 no agregado.
| 26 de julho de 2012 | Metalurg Skopje | 0 – 3     | Ruch Chorzów                         | Milano Arena, Kumanovo                  |
| 17:00               |                 | Relatório | Janoszka 9' · Straka 15' · Piech 62' | Público: 750 Árbitro: SVK Richard Trutz |

Ruch Chorzów venceu por 6–1 no agregado.
| 26 de julho de 2012 | Čelik Nikšić                  | 2 – 4     | Metalurh Donetsk                                             | Gradski stadion, Nikšić                |
| 17:30               | Jovović 23' · Zorić 50' (pen) | Relatório | Danilo 15' · Júnior Moraes 54' · Volovik 72' · Zé Soares 84' | Público: 1 480 Árbitro: ISR Eli Hacmon |

Metalurh Donetsk venceu por 11–2 no agregado.
| 26 de julho de 2012 | KuPS | 0 – 1     | Maccabi Netanya | Savon Sanomat Areena, Kuopio              |
| 17:30               |      | Relatório | Saba'a 40'      | Público: 3 018 Árbitro: CYP Marios Panayi |

2–2 no agregado. KuPS avança pelo gol fora de casa.
| 26 de julho de 2012 | MYPA | 0 – 2     | Rapid București          | Saviniemi, Kouvola                              |
| 17:30               |      | Relatório | Surdu 19' · Ilijoski 42' | Público: 1 282 Árbitro: MKD Dimitar Meckarovski |

Rapid București venceu por 5–1 no agregado.
| 26 de julho de 2012 | Gomel | 0 – 1     | Renova    | Central Stadium, Gomel                          |
| 18:00               |       | Relatório | Asani 56' | Público: 10 250 Árbitro: BEL Jérôme Efong Nzolo |

Gomel venceu por 2–1 no agregado.
| 26 de julho de 2012 | Aktobe                                              | 3 – 0     | Milsami Orhei | Central Stadium, Aktobe                           |
| 18:00               | Khayrullin 39' · Geynrikh 50' · Furdui 90+3' (g.c.) | Relatório |               | Público: 11 300 Árbitro: BUL Alexander Kostadinov |

Aktobe venceu por 5–4 no agregado.
| 26 de julho de 2012 | Inter Turku | 0 – 5     | Twente                                  | Veritas Stadion, Turku                 |
| 18:00               |             | Relatório | Fer 4', 37' · Plet 7' · Chadli 77', 89' | Público: 7 610 Árbitro: CRO Ivan Bebek |

Twente venceu por 6–1 no agregado.
| 26 de julho de 2012 | Elfsborg        | 2 – 0     | Dacia Chişinău | Arena de Borås, Borås                       |
| 18:00               | Nilsson 9', 40' | Relatório |                | Público: 3 181 Árbitro: ITA Andrea De Marco |

Elfsborg venceu por 2–1 no agregado.
| 26 de julho de 2012 | Sūduva Marijampolė | 0 – 4     | Vojvodina                                                | Sūduva Stadium, Marijampolė                |
| 18:30               |                    | Relatório | Moreira 4' · Škuletić 37' · Stevanović 40' · Oumarou 48' | Público: 2 000 Árbitro: AUT Oliver Drachta |

Vojvodina venceu por 5–1 no agregado.
| 26 de julho de 2012 | Aalesund                                                    | 5 – 0     | Tirana | Color Line Stadion, Ålesund               |
| 19:00               | Barrantes 45+1' · Tollås 48' · James 64', 77' · Stewart 83' | Relatório |        | Público: 4 225 Árbitro: IRL Arnold Hunter |

Aalesund venceu por 6–1 no agregado.
| 26 de julho de 2012 | Anorthosis                          | 3 – 0     | Levadia Tallinn | Antonis Papadopoulos Stadium, Lárnaca         |
| 19:00               | Calvo 13' · Okkas 41' · Laborde 62' | Relatório |                 | Público: 6 892 Árbitro: UKR Yevhen Aranovskiy |

Anorthosis venceu por 6–1 no agregado.
| 26 de julho de 2012 | Kalmar FF                                    | 3 – 0     | Osijek | Guldfågeln Arena, Kalmar                   |
| 19:00               | Dauda 25' · Smoje 45+1' (g.c.) · Nouri 90+3' | Relatório |        | Público: 4 653 Árbitro: ISR Menashe Masiah |

Kalmar venceu por 6–1 no agregado.
| 26 de julho de 2012 | CSKA Sofia | 1 – 1     | Mura 05   | Estádio Nacional Vasil Levski, Sofia      |
| 19:00               | Popov 18'  | Relatório | Fajić 76' | Público: 5 800 Árbitro: EST Hannes Kaasik |

1–1 no agregado. Mura 05 venceu pelo gol fora de casa.
| 26 de julho de 2012 | Asteras Tripolis | 1 – 1 (pro) | Inter Baku | Estádio Asteras Tripolis, Trípoli               |
| 19:00               | Ximo Navarro 68' | Relatório   | Schütz 88' | Público: 2 661 Árbitro: DEN Lars Christoffersen |

|                                       |       | Penalidades                             |  |
| Tsampouros Rayo Usero Juanito Perrone | 4 – 2 | Georgievski Tskhadadze Barmettler Genov |  |

2–2 no agregado. Asteras Tripolis venceu por 4–2 na disputa por pênaltis.
| 26 de julho de 2012 | Ried | 0 – 0     | Shakhtyor Salihorsk | Keine Sorgen Arena, Ried im Innkreis        |
| 19:00               |      | Relatório |                     | Público: 4 100 Árbitro: SWE Michael Lerjéus |

1–1 no agregado. Ried venceu pelo gol fora de casa.
| 26 de julho de 2012 | Tromsø        | 1 – 0 (pro) | Olimpija Ljubljana | Alfheim Stadion, Tromsø                  |
| 19:00               | Koppinen 109' | Relatório   |                    | Público: 2 297 Árbitro: POL Robert Malek |

Tromsø venceu por 1–0 no agregado.
| 26 de julho de 2012 | FH | 0 – 1     | AIK            | Kaplakriki, Hafnarfjörður                   |
| 19:15               |    | Relatório | Lorentzson 40' | Público: 2 198 Árbitro: WAL Simon Lee Evans |

AIK venceu por 2–1 no agregado.
| 26 de julho de 2012 | Zimbru Chişinău | 1 – 0     | Young Boys | Zimbru Stadium, Chişinău               |
| 19:15               | Barakhoev 42'   | Relatório |            | Público: 5 998 Árbitro: NED Kevin Blom |

|                     |       | Penalidades                 |  |
| Derkach Molla Catan | 1 – 4 | Spycher Mayuka Nef Costanzo |  |

1–1 no agregado. Young Boys venceu por 4–1 na disputa por pênaltis.
| 26 de julho de 2012 | Gent                             | 3 – 2     | Differdange 03             | Jules Ottenstadion, Ghent                       |
| 19:30               | Melli 41' · Conté 63' · Kola 74' | Relatório | Er Rafik 24' · Bettmer 37' | Público: 6 504 Árbitro: LVA Vadims Direktorenko |

Gent venceu por 4–2 no agregado.
| 26 de julho de 2012 | Senica | 0 – 1     | APOEL           | Štadión FK Senica, Senica                   |
| 19:30               |        | Relatório | Hélio Pinto 73' | Público: 3 069 Árbitro: ROU Alexandru Tudor |

APOEL venceu por 3–0 no agregado.
| 26 de julho de 2012 | Lech Poznań | 1 – 0     | Khazar Lankaran | Stadion Miejski, Poznań                        |
| 20:00               | Tonev 15'   | Relatório |                 | Público: 25 840 Árbitro: BUL Stanislav Todorov |

Lech Poznań venceu por 2–1 noa agregado.
| 26 de julho de 2012 | Zeta        | 1 – 0     | JJK | Stadion Pod Goricom, Podgorica        |
| 20:00               | Došljak 82' | Relatório |     | Público: 3 000 Árbitro: SVN Matej Jug |

3–3 noa agregado. JJK venceu pelo gol fora de casa.
| 26 de julho de 2012 | Vitesse                                       | 3 – 1     | Lokomotiv Plovdiv   | GelreDome, Arnhem                                |
| 20:00               | van Ginkel 25' · van Aanholt 45+2' · Bony 48' | Relatório | Zlatinski 80' (pen) | Público: 13 469 Árbitro: GRE Michael Koukoulakis |

Vitesse venceu por 7–5 no agregado.
| 26 de julho de 2012 | Viktoria Plzeň        | 2 – 0     | Metalurgi Rustavi | Stadion města Plzně, Plzeň                  |
| 20:00               | Duris 7' · Darida 10' | Relatório |                   | Público: 11 446 Árbitro: NOR Espen Berntsen |

Viktoria Plzeň venceu por 5–1 no agregado.
| 26 de julho de 2012 | Sligo Rovers     | 1 – 1     | Spartak Trnava | Showgrounds, Sligo                           |
| 20:00               | McGuinness 90+2' | Relatório | Cvirik 70'     | Público: 3 754 Árbitro: RUS Maksim Layushkin |

Spartak Trnava venceu por 4–2 no agregado.
| 26 de julho de 2012 | Videoton | 0 – 0     | Slovan Bratislava | Sóstói Stadion, Székesfehérvár             |
| 20:15               |          | Relatório |                   | Público: 8 028 Árbitro: FRA Antony Gautier |

1–1 no agregado. Videoton venceu pelo gol fora de casa.
| 26 de julho de 2012 | Skonto            | 1 – 0     | Hajduk Split | Skonto Stadium, Riga                      |
| 20:30               | Sineļnikovs 90+3' | Relatório |              | Público: 3 100 Árbitro: CZE Libor Kovařík |

Hajduk Split venceu por 2–1 no agregado.
| 26 de julho de 2012 | Red Star Belgrade                              | 3 – 3     | Naftan Novopolotsk                       | Estádio Estrela Vermelha, Belgrade        |
| 20:30               | Kasalica 9' · Dimitrijević 15' · Vešović 90+1' | Relatório | Sorokin 21' · Naumov 58' · Kovalenko 82' | Público: 27 628 Árbitro: FRA Saïd Ennjimi |

Estrela Vermelha venceu por 7–6 no agregado.
| 26 de julho de 2012 | Honvéd | 0 – 4     | Anzhi Makhachkala                       | Bozsik Stadion, Budapest               |
| 20:30               |        | Relatório | Eto'o 7', 81' · Traoré 53' · Shatov 68' | Público: 5 100 Árbitro: ITA Luca Banti |

Anzhi Makhachkala venceu por 5–0 no agregado.
| 26 de julho de 2012 | Legia Warsaw                                 | 5 – 1     | Liepājas Metalurgs | Pepsi Arena, Warsaw                      |
| 20:30               | Saganowski 4', 39', 79' · Gol 57' · Żyro 61' | Relatório | Kamešs 45+1'       | Público: 12 300 Árbitro: POR João Capela |

Legia Warsaw venceu por 7–3 no agregado.
| 26 de julho de 2012 | St. Johnstone | 1 – 1     | Eskişehirspor | McDiarmid Park, Perth                      |
| 20:45               | Tadé 35'      | Relatório | Sari 52'      | Público: 6 023 Árbitro: BEL Serge Gumienny |

Eskişehirspor venceu por 3–1 no agregado.
| 26 de julho de 2012 | Portadown                    | 2 – 4     | Slaven Koprivnica                        | Shamrock Park, Portadown              |
| 20:45               | Lecky 45+2' · McCafferty 67' | Relatório | Bubnjić 10' · Brlek 14' · Šaban 62', 64' | Público: 393 Árbitro: SVK Ján Valášek |

Slaven Koprivnica venceu por 10–2 no agregado.
| 26 de julho de 2012 | St. Patrick’s Athletic Football Club | 2 – 1 (pro) | Široki Brijeg | Richmond Park, Dublin                     |
| 20:45               | Russell 39' · Fagan 105'             | Relatório   | Džidić 65'    | Público: 1 805 Árbitro: GER Deniz Aytekin |

St. Patrick's venceu por 3–2 no agregado.
| 26 de julho de 2012 | Sarajevo                          | 3 – 1     | Levski Sofia                 | Asim Ferhatović Hase estadio, Sarajevo      |
| 21:00               | Husejinović 12', 62' · Suljić 14' | Relatório | Basile de Carvalho 34' (pen) | Público: 11 000 Árbitro: ROU Cristian Balaj |

Sarajevo venceu por 3–2 no agregado.
| 26 de julho de 2012 | Admira Wacker Mödling                                          | 5 – 1     | Žalgiris Vilnius | Bundesstadion Südstadt, Maria Enzersdorf     |
| 21:05               | Schwab 4' · Ježek 14' (pen), 52' · Ouédraogo 31' · Hosiner 70' | Relatório | Kuklys 22'       | Público: 3 980 Árbitro: CYP Leontios Trattou |

Admira venceu por 6–2 no agregado.
| 26 de julho de 2012 | Þór Akureyri | 0 – 1     | Mladá Boleslav | Akureyrarvöllur, Akureyri                   |
| 21:15               |              | Relatório | Magera 31'     | Público: 798 Árbitro: LIT Gediminas Mažeika |

Mladá Boleslav venceu por 4–0 no agregado.

## Terceira pré-eliminatória

### Partidas de ida
| 2 de agosto de 2012 | Anzhi Makhachkala       | 2 – 0     | Vitesse | Saturn Stadium, Ramenskoie               |
| 17:00               | Shatov 63' · Smolov 74' | Relatório |         | Público: 5 000 Árbitro: FRA Ruddy Buquet |

| 2 de agosto de 2012 | KuPS     | 1 – 0     | Bursaspor | Savon Sanomat Areena, Kuopio                     |
| 17:30               | Puri 73' | Relatório |           | Público: 3 045 Árbitro: FRA Sébastien Delferiere |

| 2 de agosto de 2012 | Arsenal Kiev                          | 3 – 0     | Mura | Estádio Dínamo Lobanovsky, Kiev           |
| 18:00               | Mazilu 6' · Kovpak 61' · Matoukou 83' | Relatório |      | Público: 3 200 Árbitro: FIN Antti Munukka |

| 2 de agosto de 2012 | Dila Gori | 0 – 1     | Anorthosis | Estádio Mikheil Meskhi, Tbilisi               |
| 18:00               |           | Relatório | Okkas 69'  | Público: 7 500 Árbitro: NOR Ken Henry Johnsen |

| 2 de agosto de 2012 | AIK                                        | 3 – 0     | Lech Poznań | Estádio Råsunda, Solna                   |
| 19:00               | Lorentzson 60' · Borges 78' · Lundberg 86' | Relatório |             | Público: 10 658 Árbitro: GER Marco Fritz |

| 2 de agosto de 2012 | Kalmar FF     | 1 – 0     | Young Boys | Guldfageln Arena, Kalmar                               |
| 19:00               | Andersson 18' | Relatório |            | Público: 3 681 Árbitro: ESP Fernando Teixeira Vitienes |

| 2 de agosto de 2012 | Ried                           | 2 – 1     | Legia Warsaw | Keine Sorgen Arena, Ried im Innkreis                       |
| 19:00               | Gartler 52' · Hadžić 62' (pen) | Relatório | Ljuboja 85'  | Público: 4 200 Árbitro: CRO Ante Vučemilović-Šimunović Jr. |

| 2 de agosto de 2012 | APOEL                            | 2 – 1     | Aalesund    | Estádio GSP, Nicósia                        |
| 19:00               | Mário Sérgio 34' · Aloneftis 80' | Relatório | Stewart 16' | Público: 16 708 Árbitro: BIH Emir Alecković |

| 2 de agosto de 2012 | Ruch Chorzów | 0 – 2     | Viktoria Plzeň         | Stadion Ruchu, Chorzów                    |
| 19:00               |              | Relatório | Štípek 80' · Ďuriš 85' | Público: 3 824 Árbitro: TUR Hüseyin Göçek |

| 2 de agosto de 2012 | Tromsø       | 1 – 1     | Metalurh Donetsk | Alfheim Stadion, Tromsø                   |
| 19:00               | Ondrášek 43' | Relatório | Lazić 88'        | Público: 2 276 Árbitro: SCO Steven McLean |

| 2 de agosto de 2012 | Bnei Yehuda | 0 – 2     | PAOK                              | Estádio Ramat Gan, Ramat Gan                  |
| 19:00               |             | Relatório | Georgiadis 62' · Athanasiadis 72' | Público: 2 156 Árbitro: MNE Pavle Radovanović |

| 2 de agosto de 2012 | Heerenveen                                | 4 – 0     | Rapid Bucureşti | Abe Lenstra Stadion, Heerenveen              |
| 19:30               | Đuričić 9', 64' · de Roon 69' · Fazli 89' | Relatório |                 | Público: 18 000 Árbitro: POR Manuel De Sousa |

| 2 de agosto de 2012 | Steaua București | 0 – 1     | Spartak Trnava | Arena Națională, Bucareste              |
| 19:45               |                  | Relatório | Mikovič 6'     | Público: 23 494 Árbitro: HOL Kevin Blom |

| 2 de agosto de 2012 | Servette      | 1 – 1     | Rosenborg  | Stade de Genève, Genebra                    |
| 19:45               | Schneider 69' | Relatório | Dočkal 79' | Público: 5 722 Árbitro: WAL Simon Lee Evans |

| 2 de agosto de 2012 | Twente               | 2 – 0     | Mladá Boleslav | De Grolsch Veste, Enschede                 |
| 19:45               | Fer 52' · Chadli 58' | Relatório |                | Público: 18 500 Árbitro: EST Kristo Tohver |

| 2 de agosto de 2012 | Gomel | 0 – 1     | Liverpool   | Central Stadion, Gomel                     |
| 20:00               |       | Relatório | Downing 67' | Público: 13 800 Árbitro: SVK Ivan Kružliak |

| 2 de agosto de 2012 | Asteras Tripolis | 1 – 1     | Marítimo    | Estádio Asteras Tripolis, Trípoli           |
| 20:00               | Rayo 48'         | Relatório | Fidélis 72' | Público: 2 780 Árbitro: SER Vlado Glodjović |

| 2 de agosto de 2012 | Genk                                  | 2 – 1     | Aktobe    | Cristal Arena, Genk                      |
| 20:00               | Vossen 18' (pen) · Joseph-Monrose 44' | Relatório | Badlo 25' | Público: 15 350 Árbitro: FIN Tony Asumaa |

| 2 de agosto de 2012 | Horsens               | 1 – 1     | Elfsborg    | CASA Arena Horsens, Horsens               |
| 20:15               | Fagerberg 90+1' (pen) | Relatório | Nilsson 65' | Público: 3 552 Árbitro: NIR Mark Courtney |

| 2 de agosto de 2012 | Videoton    | 1 – 0     | Gent | Sóstói Stadion, Székesfehérvár                     |
| 20:30               | Nikolić 78' | Relatório |      | Público: 5 900 Árbitro: ITA Paolo Silvio Mazzoleni |

| 2 de agosto de 2012 | Estrela Vermelha de Belgrado | 0 – 0     | Omonia | Estádio Estrela Vermelha, Belgrado       |
| 20:30               |                              | Relatório |        | Público: 26 930 Árbitro: AUT Rene Eisner |

| 2 de agosto de 2012 | Hajduk Split | 0 – 3     | Internazionale                             | Estádio Poljud, Split                      |
| 20:45               |              | Relatório | Sneijder 18' · Nagatomo 44' · Coutinho 73' | Público: 30 832 Árbitro: TUR Hüseyin Göçek |

| 2 de agosto de 2012 | Eskişehirspor | 1 – 1     | Marseille  | Novo Estádio de Esquixequir, Esquixequir |
| 20:45               | Nuhiu 61'     | Relatório | Gignac 49' | Público: 12 870 Árbitro: POL Pawel Gil   |

| 2 de agosto de 2012 | Dundee United          | 2 – 2     | Dynamo Moscow               | Tannadice Park, Dundee                   |
| 20:45               | Flood 37' · Watson 76' | Relatório | Semshov 50' · Kokorin 90+3' | Público: 9 977 Árbitro: ROM Marius Avram |

| 2 de agosto de 2012 | St. Patrick’s Athletic Football Club | 0 – 3     | Hannover 96                              | Tallaght Stadium, Dublin                 |
| 20:45               |                                      | Relatório | Andreasen 6' · Pander 67' · Ya Konan 80' | Público: 4 236 Árbitro: HUN Tamás Bognar |

| 2 de agosto de 2012 | Sarajevo                   | 2 – 1     | Zeta        | Asim Ferhatović Hase Stadium, Sarajevo         |
| 21:00               | Suljić 17' · Belošević 43' | Relatório | Božović 45' | Público: 12 259 Árbitro: GRE Anastassios Kakos |

| 2 de agosto de 2012 | Athletic Bilbao              | 3 – 1     | Slaven Koprivnica | Estádio de San Mamés, Bilbau              |
| 21:00               | López 16', 68' · Susaeta 20' | Relatório | Delić 19'         | Público: 23 986 Árbitro: UKR Serhiy Boiko |

| 2 de agosto de 2012 | Vojvodina                 | 2 – 1     | Rapid Wien | Stadion Karađorđe, Novi Sad               |
| 21:00               | Oumarou 75' · Bojović 90' | Relatório | Alar 90'   | Público: 8 000 Árbitro: KAZ Artyom Kuchin |

| 2 de agosto de 2012 | Admira Wacker Mödling | 0 – 2     | Sparta Praha                      | Bundesstadion Südstadt, Maria Enzersdorf   |
| 21:05               |                       | Relatório | Mevoungou 28' (g.c.) · Kweuke 58' | Público: 5 000 Árbitro: SWE Martin Hansson |

### Partidas de volta
| 9 de agosto de 2012 | Omonia | 0 – 0     | Estrela Vermelha de Belgrado | Estádio GSP, Nicósia                         |
| 18:00               |        | Relatório |                              | Público: 13 312 Árbitro: SWE Michael Lerjéus |

|                                                                            |       | Penalidades                                                                  |  |
| André Alves Freddy Pavičević Christofi Bruno Aguiar Scaramozzino Danielson | 5 – 6 | Dimitrijević Milivojević Kasalica Maksimović Milunović Mladenović Mijailović |  |

0–0 no agregado. Estrela Vermelha de Belgrado venceu por 6–5 na disputa por pênaltis.
| 9 de agosto de 2012 | Dynamo Moscow                                            | 5 – 0     | Dundee United | Arena Khimki, Khimki                           |
| 18:00               | Semshov 2' · Kokorin 23' · Yusupov 40' · Sapeta 83', 89' | Relatório |               | Público: 9 063 Árbitro: SWE Stefan Johannesson |

Dynamo Moscow venceu por 7–2 no agregado.
| 9 de agosto de 2012 | Elfsborg             | 2 – 3     | Horsens                         | Arena de Borås, Borås                    |
| 18:00               | Nilsson 6' · Elm 18' | Relatório | Kryger 4' · Kortegaard 13', 36' | Público: 3 467 Árbitro: SCO Bobby Madden |

Horsens venceu por 4–3 no agregado.
| 9 de agosto de 2012 | Aktobe           | 1 – 2     | Genk                         | Aktobe Central Stadium, Aqtöbe                |
| 18:00               | Kenzhisariev 31' | Relatório | José Nadson 36' · Buffel 53' | Público: 12 300 Árbitro: SUI Cyril Zimmermann |

Genk venceu por 4–2 no agregado.
| 9 de agosto de 2012 | Slaven Koprivnica         | 2 – 1     | Athletic Bilbao | Gradski stadion, Koprivnica                |
| 18:45               | Maras 28' · Gregurina 69' | Relatório | Muniain 47'     | Público: 2 800 Árbitro: HOL Danny Makkelie |

Athletic Bilbao venceu por 4–3 no agregado.
| 9 de agosto de 2012 | Legia Warsaw                               | 3 – 1     | Ried     | Pepsi Arena, Varsóvia                   |
| 19:00               | Saganowski 40' · Radović 55' · Ljuboja 63' | Relatório | Zulg 76' | Público: 15 322 Árbitro: ISR Eli Hacmon |

Legia Warsaw venceu por 4–3 no agregado.
| 9 de agosto de 2012 | Rosenborg | 0 – 0     | Servette | Lerkendal Stadion, Trondheim           |
| 19:00               |           | Relatório |          | Público: 6 725 Árbitro: IRL Neil Doyle |

1–1 no agregado. Rosenborg venceu devido ao gol fora de casa.
| 9 de agosto de 2012 | Aalesund | 0 – 1     | APOEL      | Color Line Stadion, Ålesund               |
| 19:00               |          | Relatório | Adorno 36' | Público: 5 057 Árbitro: EST Hannes Kaasik |

APOEL venceu por 3–1 no agregado.
| 9 de agosto de 2012 | Metalurh Donetsk | 0 – 1     | Tromsø      | Metalurh Stadium, Donetsk                    |
| 19:00               |                  | Relatório | Prijovic 9' | Público: 2 800 Árbitro: BLR Aleksei Kulbakov |

Tromsø venceu por 2–1 no agregado.
| 9 de agosto de 2012 | Mladá Boleslav | 0 – 2     | Twente              | Mestský Stadium, Mladá Boleslav              |
| 19:00               |                | Relatório | Chadli 9' · Fer 31' | Público: 3 077 Árbitro: RUS Maksim Layushkin |

Twente venceu por 4–0 no agregado.
| 9 de agosto de 2012 | Anorthosis | 0 – 3 (Suspensa) | Dila Gori                          | Antonis Papadopoulos Stadium, Lárnaca |
| 19:00               |            | Relatório        | Vatsadze 54', 80' · Salukvadze 78' | Árbitro: HUN Mihaly Fabian            |

Partida abandonada aos 82' minutos devido a distúrbios da torcida, o resultado de 3–0 foi mantido pela UEFA.
| 9 de agosto de 2012 | Gent | 0 – 3     | Videoton                             | Jules Ottenstadion, Gante                    |
| 19:30               |      | Relatório | Filipe Vilaça 13' · Nikolić 68', 71' | Público: 5 828 Árbitro: POL Szymon Marciniak |

Videoton venceu por 4–0 no agregado.
| 9 de agosto de 2012 | Young Boys                               | 3 – 0     | Kalmar FF | Stade de Suisse, Berna                     |
| 19:30               | Mayuka 7' · Raimondi 69' · Bobadilla 82' | Relatório |           | Público: 10 124 Árbitro: TUR Halis Özkahya |

Young Boys venceu por 3–1 no agregado.
| 9 de agosto de 2012 | Spartak Trnava | 0 – 3     | Steaua București                     | Štadión Antona Malatinského, Trnava            |
| 19:30               |                | Relatório | Adi 8' · Chiricheş 77' · Nikolić 84' | Público: 13 789 Árbitro: UKR Yevhen Aranovskiy |

Steaua București venceu por 3–1 no agregado.
| 9 de agosto de 2012 | Lech Poznan | 1 – 0     | AIK | Estádio Municipal de Poznan, Poznan        |
| 20:00               | Mozdzen 72' | Relatório |     | Público: 14 750 Árbitro: CZE Libor Kovarik |

AIK venceu por 3–1 no agregado.
| 9 de agosto de 2012 | Zeta          | 1 – 0     | Sarajevo | Podgorica City Stadium, Podgorica          |
| 20:00               | Burzanović 9' | Relatório |          | Público: 5 000 Árbitro: NOR Tommy Skjerven |

2–2 no agregado. Zeta venceu pelo gol fora de casa.
| 9 de agosto de 2012 | Sparta Praga    | 2 – 2     | Admira Wacker Mödling       | Generali Arena, Praga                  |
| 20:00               | Kweuke 36', 39' | Relatório | Thürauer 19' · Sulimani 69' | Público: 8 732 Árbitro: ITA Luca Banti |

Sparta Praga venceu por 4–2 no agregado.
| 9 de agosto de 2012 | Mura | 0 – 2     | Arsenal Kiev                 | Stadion Ljudski vrt, Maribor               |
| 20:00               |      | Relatório | Kobakhidze 2' · Gomenyuk 61' | Público: 3 200 Árbitro: AUT Oliver Drachta |

Mura venceu por 3–2 no agregado.
| 9 de agosto de 2012 | Vitesse | 0 – 2     | Anzhi Makhachkala     | GelreDome, Arnhem                           |
| 20:00               |         | Relatório | Eto'o 48', 84' (pen.) | Público: 13 892 Árbitro: ENG Michael Oliver |

Anzhi Makhachkala venceu por 4–0 no agregado.
| 9 de agosto de 2012 | Viktoria Plzen                                | 5 – 0     | Ruch Chorzów | Stadion mesta Plzne, Plzen             |
| 20:00               | Duris 2', 12', 28' · Bakoš 54' · Hanousek 87' | Relatório |              | Público: 11 651 Árbitro: SLO Matej Jug |

Viktoria Plzen venceu por 7–0 no agregado.
| 9 de agosto de 2012 | PAOK                                              | 4 – 1     | Bnei Yehuda   | Estádio Toumba, Salonica                   |
| 20:00               | Athanasiadis 48', 52' · Robert 79' · Pelkas 90+1' | Relatório | Marinković 7' | Público: 9 544 Árbitro: ROM Cristian Balaj |

PAOK venceu por 6–1 no agregado.
| 9 de agosto de 2012 | Bursaspor                                                           | 6 – 0     | KuPS | Bursa Atatürk estadio, Bursa                     |
| 20:30               | Ozturk 23' · Pinto 28', 49' · Batalla 36' · N'Diaye 47' · Tufan 72' | Relatório |      | Público: 19 092 Árbitro: ROM Alexandru Dan Tudor |

Bursaspor venceu por 6–1 no agregado.
| 9 de agosto de 2012 | Hannover 96               | 2 – 0     | St. Patrick’s Athletic Football Club | AWD-Arena, Hanover                         |
| 20:30               | Haggui 32' · Eggimann 47' | Relatório |                                      | Público: 24 500 Árbitro: AZE Anar Salmanov |

Hannover 96 venceu por 5–0 no agregado.
| 9 de agosto de 2012 | Rapid Bucuresti | 1 – 0     | Heerenveen | Arena Națională, Bucareste               |
| 20:30               | Herea 20' (pen) | Relatório |            | Público: 1 928 Árbitro: GER Felix Zwayer |

Heerenveen venceu por 4–1 no agregado.
| 9 de agosto de 2012 | Marseille                 | 3 – 0     | Eskisehirspor | Stade Parsemain, Istres                  |
| 20:45               | Ayew 7', 66' · Gignac 36' | Relatório |               | Público: 5 432 Árbitro: PRT Artur Soares |

Marseille venceu por 4–1 no agregado.
| 9 de agosto de 2012 | Internazionale | 0 – 2     | Hajduk Split                    | San Siro, Milão                             |
| 20:45               |                | Relatório | Vukušic 23' (pen) · Vuković 58' | Público: 44 154 Árbitro: FRA Clément Turpin |

Internazionale venceu por 3–2 no agregado.
| 9 de agosto de 2012 | Liverpool                              | 3 – 0     | Gomel | Anfield, Liverpool                       |
| 21:05               | Borini 21' · Gerrard 41' · Johnson 72' | Relatório |       | Público: 43 256 Árbitro: DEN Kenn Hansen |

Liverpool venceu por 4–0 no agregado.
| 9 de agosto de 2012 | Rapid Wien                    | 2 – 0     | Vojvodina | Gerhard-Hanappi-Stadion, Viena            |
| 21:05               | Alar 90+1' (pen) · Boyd 90+8' | Relatório |           | Público: 15 800 Árbitro: POL Robert Malek |

Rapid Wien venceu por 3–2 no agregado.
| 9 de agosto de 2012 | Marítimo | 0 – 0     | Asteras Tripolis | Estádio dos Barreiros, Funchal           |
| 22:00               |          | Relatório |                  | Público: 3 819 Árbitro: ITA Paolo Valeri |

1–1 no agregado. Marítimo venceu pelo gol fora de casa.